# 別府港 (島根県)
別府港（べっぷこう）は、島根県隠岐郡西ノ島町にある日本の地方港湾。港湾管理者は島根県。隠岐諸島の島前地域における主島・西ノ島の玄関口としての役割を有している。

## 歴史
明治時代の初期には既に本土と隠岐諸島を結ぶ航路の寄港地となっていた。1966年（昭和41年）1月25日に港湾区域が認可された。
2015年度の発着数は11,984隻（4,111,07総トン）、利用客数は333,625人（乗込人員166,925人、上陸人員166,700人）である。
港一帯は2016年（平成28年）9月17日にみなとオアシスの登録をしていて、フェリーターミナルを代表施設とするみなとオアシス　おき・にしのしまとして賑わい拠点ともなっている。

## 航路
隠岐汽船と隠岐観光の2社が、それぞれフェリー及び高速船を就航させている。

### 隠岐汽船/高速船
本土
- 七類港（松江市）
- 境港（境港市）

島後
- 島後島・西郷港（隠岐の島町）

島前
- 中ノ島・菱浦港（海士町）
- 知夫里島・来居港（知夫村）

### 隠岐観光
かつては西ノ島南部・美田地区の波止港と西部・浦郷地区の浦郷港にも就航していた。現在は国道485号を通じて2005年に完成した西ノ島大橋が美田地区と浦郷地区への経路となっている。
- 中ノ島・菱浦港（海士町）
- 知夫里島・来居港（知夫村）

## 港周辺
- 隠岐広域連合立隠岐島前病院
- 黒木御所・碧風館